# علي أشرف (رسام)
علي أشرف (حوالي عام 1735-1780)، كان رسامًا فارسيًا متخصصًا في الرسم بالورنيش [الإنجليزية] والمنمنمات، وكان نشطًا خلال العهد الأفشاري والزندي. كان معروفًا بتصميم حافظة الأقلام الإسلامية المطلية بالورنيش، وإطارات المرايا المطلية بالورنيش، واستخدامه في الورد والعندليب.

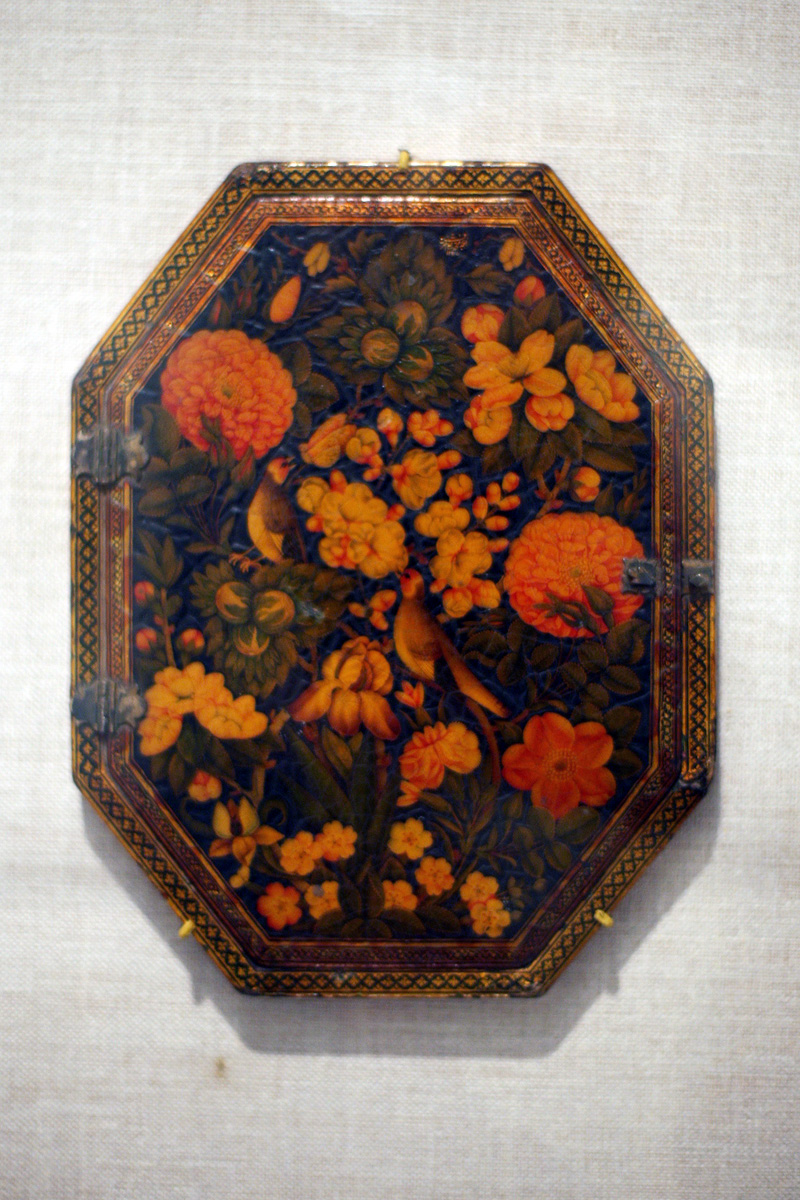
علبة مرآة فارسية مطلية بالورنيش من تصميم علي أشرف

تدرب على يد محمد زمان. تم تضمين أعماله في مجموعات من المتاحف، بما في ذلك متحف متروبوليتان للفنون، ومتحف فيكتوريا وألبرت في لندن، ومتحف بروكلين.

## طالع أيضًا
- قائمة الفنانين الإيرانيين [الإنجليزية]